# Барзилай, Гад
Гад Барзилай (11 января 1958, Тель-Авив — 10 апреля 2023) — израильский профессор права, политологии и международных исследований. 

## Биография
Родился 11 января 1958 года в Тель-Авиве в семье, пережившей Холокост. Изучал историю, иудаизм и политологию в университете Бар-Илан, право в Тель-Авивском университете, а в 1987 году получил докторскую степень в Еврейском университете в Иерусалиме, который присудил ему несколько престижных премий, а также грант Фулбрайта.
После получения степени доктора философии и бакалавра права изучал количественные методы исследования в Мичиганском университете в Анн-Арборе и защитил докторскую диссертацию в Йельском университете, где затем преподавал.
Барзилай работал профессором Тель-Авивского университета на факультете политологии и юридическом факультете.
В 2004 году перешёл в Вашингтонский университет, где был профессором программы «Право, общества и правосудие», Центра сравнительного правоведения и изучения общества, а также в Школе международных исследований Джексона.
В 2012 году был избран и занимал должность декана юридического факультета Хайфского университета.
Гад Барзилай наиболее известен своим критическим анализом права как измерения политической власти, которое следует понимать с помощью комбинированных методологий социально-политико-правовых исследований. В его работе подчеркивается важность правового плюрализма, политической элиты, критического коммунитаризма, культурного релятивизма и политической власти на местном, государственном и глобальном уровнях. Барзилай опубликовал множество книг и статей по этим вопросам.
Скончался 10 апреля 2023 года на 65-м году жизни от сердечного приступа.

## Личная жизнь
Барзилай ранее был женат на Карин Нахон, от этого брака у него было двое детей. Он разделил свою жизнь между Соединёнными Штатами и Израилем.